# Cascata Il'ja Muromec
La cascata Il'ja Muromec (in russo водопад Илья Муромец ?), è una cascata situata nelle Isole Curili, nell'oblast' di Sachalin in Russia. Con il suo salto di 141 metri è una delle più alte del paese. 

## Descrizione
La cascata è stata scoperta da una spedizione di ricerca solo nel 1946, e chiamata Il'ja Muromec in onore dell'omonimo eroe della tradizione popolare russa. È originata da un piccolo corso d'acqua che cade dal versante orientale del vulcano Demon, all'estremità settentrionale dell'isola Iturup, precipitando nell'oceano Pacifico, in corrispondenza dello stretto Friza, con un salto di 141 metri.
È raramente visitata in quanto è accessibile solamente via mare con una barca.